# 惠特菲爾德 (佛羅里達州馬納提縣)
惠特菲爾德（英語：Whitfield）是位於美國佛羅里達州馬納提縣的一個人口普查指定地區。

## 地理
惠特菲爾德的座標為27°24′42″N 82°34′03″W / 27.41167°N 82.56750°W，而該地最高點為海拔高度5米（即16英尺）。

## 人口
根據2010年美國人口普查的數據，惠特菲爾德的面積為3.70平方千米，當中陸地面積為3.60平方千米，而水域面積為0.10平方千米。當地共有人口2882人，而人口密度為每平方千米778人。